# Gipsvlucht
Een gipsvlucht is een speciale dienst door de alarmcentrales van ANWB, Eurocross Assistance, Allianz Global Assistance (voorheen Mondial Assistance) en SOS International in samenwerking met verzekeringsmaatschappijen en ingesteld en door diverse luchtvaartmaatschappijen uitgevoerd om mensen die tijdens de wintersport een blessure opgelopen hebben (vaak bij het skiën of snowboarden) zoals botbreuken en dergelijke, op een adequate manier te repatriëren. De meeste patiënten moeten liggend vervoerd worden en, na aankomst op het vliegveld in eigen land, worden ze aansluitend per taxi of ambulance naar huis of naar een ziekenhuis zo dicht mogelijk in de buurt van hun woonplaats vervoerd. De gebruikte vliegtuigen zijn vaak een Dornier 328 turboprop en een Dornier 328 Jet. 
In de praktijk blijkt dat steeds meer Nederlanders en Belgen door verwondingen hun wintersportvakantie vroegtijdig hebben moeten beëindigen. In het begin van de jaren negentig waren dat zo'n 800 personen, in het seizoen 2016-2017 was dat opgelopen tot circa 1500 personen per seizoen. De meeste van hen waren op wintersport in Oostenrijk, het populairste wintersportland onder de Nederlanders. 
Vijftig van hen kwamen terug met een gipsvlucht naar Nederland.
De zomerse tegenhanger hiervan heet parasolvlucht.